# El Jovellar
El Jovellar  és una masia que forma part de l'Inventari del Patrimoni Arquitectònic Català de la vila de Cardona (Bages).

## Descripció
El mas se situa a la part central de la vall de la Coma, molt a prop del mas de la Roqueta, als peus del Serrat del Rovelló, en la plana existent entre els primeres estreps d'aquesta i el torrent de Coma, envoltat de camps de conreu.

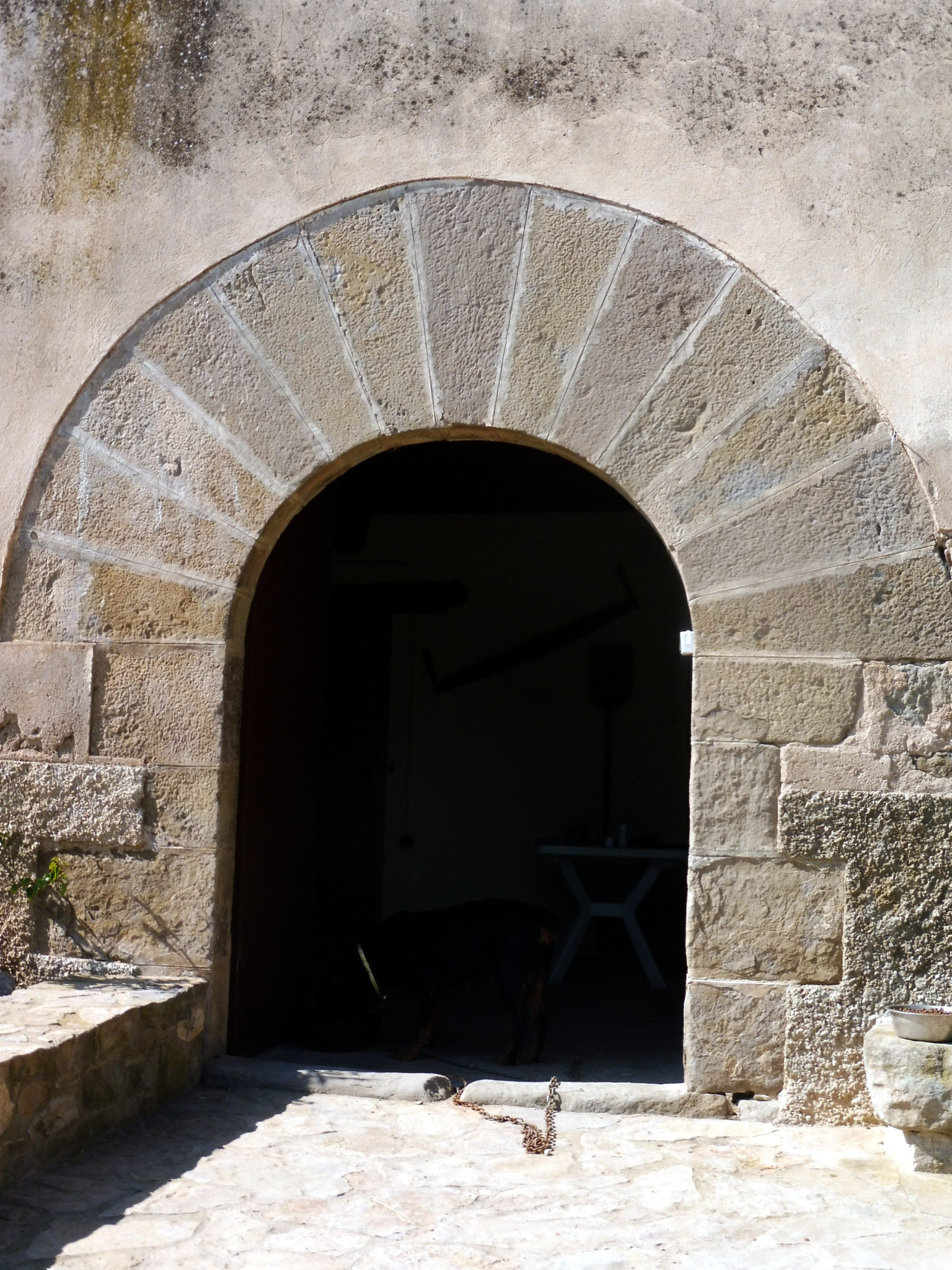
Portal d'entrada

La primera notícia que es té del mas Jovellar és de l'any 1021, quan el vescompte Bremon donà a Sant Vicenç de Cardona una peça de terra/vinya a la Vall de Coma, al lloc dit Jovellar. No se'n coneix cap més notícia fins al 1359, i posteriorment al 1499, en transaccions similars. Es tracta d'un edifici rectangular amb planta i pis amb modificacions que li confereixen un aspecte modern. A més també s'hi documenten dues edificacions més emprades com corrals, tot i que els parament semblen moderns; els arrebossats de totes les parets de l'edifici impedeixen fer valoracions sobre els paraments, tot i que es pot observar un arc d'entrada de mig punt restaurat. L'estat de conservació és bo.